# Botonier

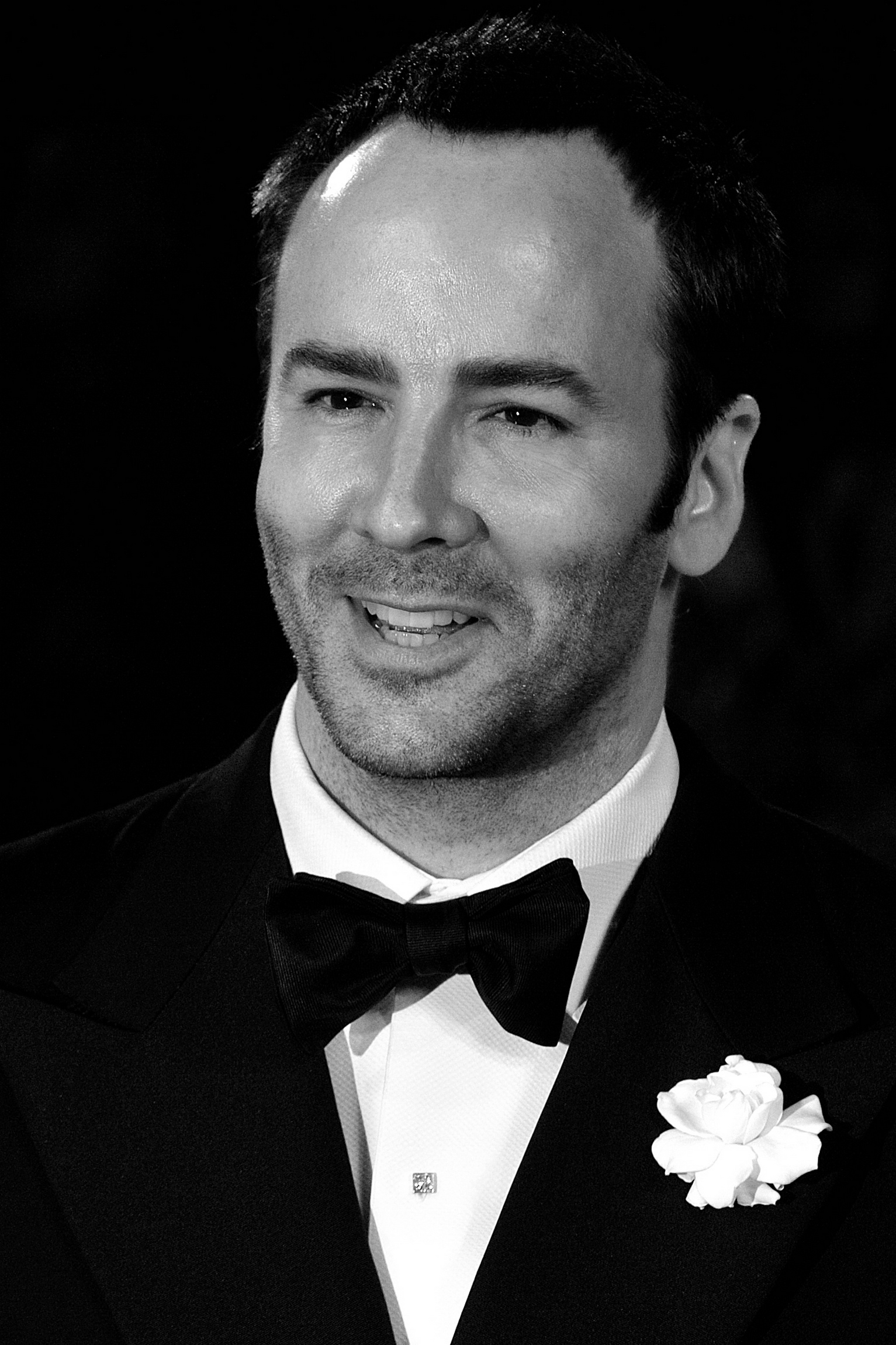
Tom Ford usando un botonier en la forma tradicional.

El botonier (o boutonier) es una decoración floral usada generalmente por hombres, y que consiste normalmente en una sola flor o un pequeño ramillete floral. La palabra viene del francés boutonnière, que en español significa, literalmente, ‘ojal’.
De uso muy frecuente en el pasado, hoy se reserva para ocasiones especiales en las cuales se requiere de una presentación más formal en la vestimenta, tales como: promociones, ceremonias de bienvenida o despedida, funerales o matrimonios, donde el botonier indica quiénes son los invitados más importantes de la boda (algunas mujeres que utilizan chaquetas en estas ceremonias los llevan; no obstante, es más usual que lleven los llamados corsages). Actualmente, en lugar de botoniers, es más frecuente el uso de un pin de alfiler en la solapa en los trajes de negocios.

## Costumbre
Tradicionalmente, el botonier era usado atravesando uno de los ojales de la solapa del traje (a la izquierda, al mismo lado del bolsillo del pañuelo de mano), y el tallo de la flor era mantenido en su lugar mediante un pequeño lazo en la parte de atrás de la solapa. El cáliz de la flor, si es muy pronunciado, como ocurre con los de un clavel, debe ser totalmente insertado en el ojal, el cual lo mantendrá firme y, a la vez, lo aplanará contra la solapa. Así, los ojales idealmente deben ser de aproximadamente 1⅛ pulgadas de largo, ya que de esta manera se podrá mantener firme el cáliz de tamaño promedio de una flor; de otra manera, el cáliz no se quedará firme en el ojal y la cabeza de la flor colgará y se moverá libremente con el viento.
Actualmente, sin embargo, en las chaquetas y abrigos más modernos, las solapas vienen sin el bucle o lazo necesario, por debajo del ojal. Algunas veces, el ojal de la solapa está dispuesto en forma de “ojo de cerradura”, a diferencia del corte recto tradicional, o ni siquiera está perforado, en cuyo caso el botonier debe ir asegurado con un alfiler sobre la solapa de la chaqueta, aunque esto es considerado de mal aspecto, y el continuo uso de alfileres, con el tiempo, podría dañar el paño o la cara sedosa de la solapa.

## Flores

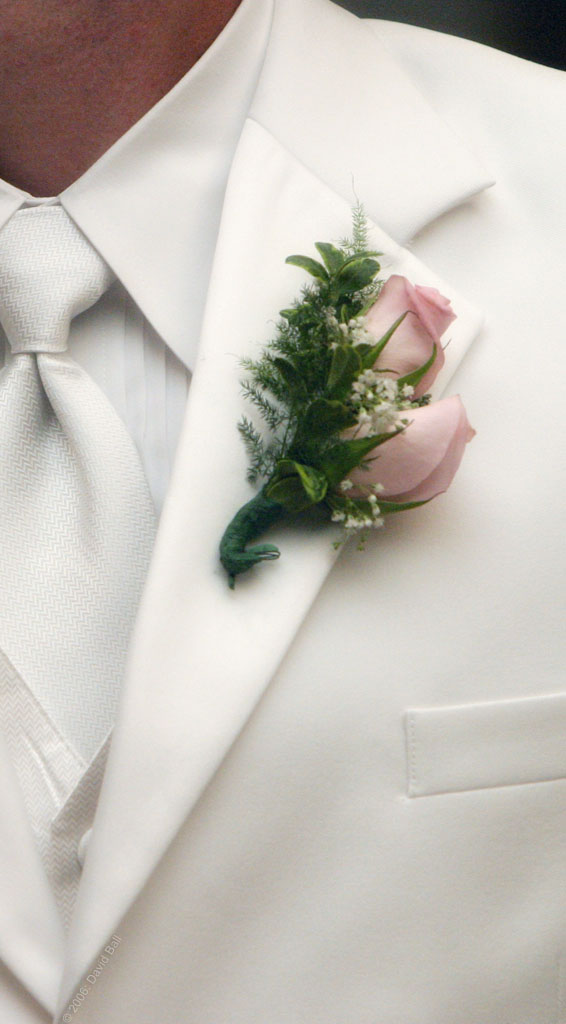
Botonier en el ojal de una chaqueta.

La flor más comúnmente utilizada es el clavel, de los cuales el más formal es el de color blanco. El color alternativo clásico es el rojo. Otras flores y colores pueden también ser utilizados para hacer juego con lo que sea que se esté llevando; por ejemplo, acianos o azulejos. Una gardenia de color blanco es muchas veces vista como una mejor alternativa a los claveles, debido a su aroma y belleza.
Tradicionalmente, ciertas flores son asociadas con ciertos eventos, personas o días:
- Las rosas rojas son utilizadas por los ingleses en el día de San Jorge.
- Los acianos de color azul son usados por los exalumnos de la escuela inglesa de Harrow.
- Las primaveras son usadas para conmemorar el nacimiento de Benjamin Disraeli.
- Los claveles de color verde son, a veces, asociados con la homosexualidad.
- En el Reino Unido y los países de la Mancomunidad de Naciones se llevan amapolas artificiales (mayormente rojas) durante el Remembrance Day.